# Morpho lympharis
Espèce
Morpho lympharis est une espèce d'insectes lépidoptères (papillons) qui appartient à la famille des nymphalidés, sous-famille des Morphinae, à la tribu des Morphini et au genre Morpho.

## Dénomination
Morpho lympharis a été décrit par Arthur Butler en 1873.

### Nom vernaculaire
Morpho lympharis se nomme Lympharis Morpho en anglais.

### Sous-espèces
- Morpho lympharis lympharis ; présent au Pérou
- Morpho lympharis descimokoenigi Blandin, 1993 ; présent au Pérou
- Morpho lympharis eros Staudinger, 1892 ; présent en Bolivie.
- Morpho lympharis stoffeli Le Moult & Réal, 1962 ; présent au Pérou[1].

## Description
Morpho lympharis est un grand papillon de couleur claire suffusé de bleu ou irrisé de rose avec une marque noire à l'apex des antérieures et à l'angle anal.
Le revers est orné d'une ligne d'ocelles.

## Écologie et distribution
Morpho lympharis est présent en Bolivie et au Pérou,.

### Protection
Pas de statut de protection particulier